# Richard van Poelgeest
Richard van Poelgeest (L'Aia, 23 marzo 1966) è un ex cestista olandese.

## Carriera
Con i Paesi Bassi ha disputato i Campionati europei del 1989.

## Palmarès
- Campionato olandese: 1

BSW: 1993-94
- Campionato belga: 1

Ostenda: 2000-01
- Coppa d'Olanda: 1

Goba Gorinchem: 1995
- Coppa del Belgio: 3

Ostenda: 1997, 1998, 2001